# Gymnopiella paucula
Gymnopiella paucula är en tvåvingeart som först beskrevs av Cresson 1934.  Gymnopiella paucula ingår i släktet Gymnopiella och familjen vattenflugor. Inga underarter finns listade i Catalogue of Life.